# HD 165185
HD 165185 är en ensam stjärna belägen i den södra delen av stjärnbilden Skytten. Den har en skenbar magnitud av ca 5,94 och är svagt synlig för blotta ögat där ljusföroreningar ej förekommer. Baserat på parallaxmätning inom Hipparcosuppdraget på ca 57,0 mas, beräknas den befinna sig på ett avstånd på ca 57 ljusår (ca 18 parsek) från solen. Den rör sig bort från solen med en heliocentrisk radialhastighet på ca 15 km/s. Den avslutade dess periheliumpassage för ca 851 000 år sedan när den kom inom 29 ljusår från solen. Baserat på stjärnans rörelse genom rymden, dess ålder och egenskaper ingår den troligen i Ursa Major Moving Group, en grupp av stjärnor med gemensam egenrörelse, som bildats i samma rymdregion.

## Egenskaper
HD 165185 är en solliknande gul till vit stjärna i huvudserien av spektralklass G1 V. Den har en massa som är ca 1,1 solmassor, en radie som är ca 0,95 solradier och har ca 1,2 gånger solens utstrålning av energi från dess fotosfär vid en effektiv temperatur av ca 5 900 K. Mätningar av magnetisk aktivitet i stjärnans kromosfär visar variationer över tiden, ungefär som solfläckcykeln. Denna aktivitet visade en tydlig topp 2009.
HD 165185  har en misstänkt följeslagare med gemensam egenrörelse med en vinkelseparation på 12 bågsekunder, vilket motsvarar en projicerad separation av 220 AE. Denna är en röd dvärgstjärna av spektralklass M0 och en infraröd K-bandmagnitud av 8,11.